# Denise Soesilo
Denise Soesilo (* 10. Mai 1987 in Hamburg) ist eine deutsche Eishockeyspielerin, die zuletzt für den CP Meyrin in der Swiss Women’s Hockey League B (SWHL B) spielte. International hat sie bisher 28 Spiele bestritten und dabei ein Tor erzielt und eine Vorlage gegeben. Sie spielte bei den Olympischen Winterspielen 2006 in Turin.
Ihr Heimatverein ist der Hamburger SV. Ihre bisherigen Vereine waren Altonaer SV, OSC Berlin, Calgary Oval X-Treme, Hannover Seahawks, Farmsener TV und die Yale University.

## Sportliche Erfolge
- Olympische Winterspiele
  - Olympia 2006 – 5. Platz
- Weltmeisterschaften
  - WM 2004 – 6. Platz
  - WM 2005 – 5. Platz
  - WM 2007 – 8. Platz
- Deutsche Meisterschaften
  - 2003 – 2. Platz